# Силвия Ханика
Силвия Ханика (на немски: Sylvia Hanika) е бивша професионална тенисистка от Германия. Тя е най-добре известна с второто си място на Ролан Гарос през 1981 г. и със спечелването на шампионата на Ейвън през 1982 г. Най-високата позиция до която е достигала е пета и играе с лявата ръка.

## Кариера
Ханика става професионалистка през 1977 г. През 1981 г. достига финала за жени на Ролан Гарос, където е победена с 6–2, 6–4 от Хана Мандликова.
През 1982 г. Хана постига най-голямата си победа, когато побеждава световната номер 2 Мартина Навратилова с 1–6, 6–3, 6–4 на финала на шампионата на Ейвън в Медисън скуеър гардън в Ню Йорк. Същата зала е и мястото на последната голяма нейна победа на сингъл: 6–4 6–4 победа над номер #3 Крис Евърт в първия кръг на шампионата Вирджиния слимс през 1987 г.